# Sancheong
Sancheong (âm Hán Việt: Sơn Thanh) là một quận ở đạo (tỉnh) Gyeongsang Nam, Hàn Quốc. Quận này có diện tích 794,59 km², dân số năm 2001 là 39.863 người.

## Khí hậu
| Dữ liệu khí hậu của Sancheong            | Dữ liệu khí hậu của Sancheong | Dữ liệu khí hậu của Sancheong | Dữ liệu khí hậu của Sancheong | Dữ liệu khí hậu của Sancheong | Dữ liệu khí hậu của Sancheong | Dữ liệu khí hậu của Sancheong | Dữ liệu khí hậu của Sancheong | Dữ liệu khí hậu của Sancheong | Dữ liệu khí hậu của Sancheong | Dữ liệu khí hậu của Sancheong | Dữ liệu khí hậu của Sancheong | Dữ liệu khí hậu của Sancheong | Dữ liệu khí hậu của Sancheong |
| Tháng                                    | 1                             | 2                             | 3                             | 4                             | 5                             | 6                             | 7                             | 8                             | 9                             | 10                            | 11                            | 12                            | Năm                           |
| ---------------------------------------- | ----------------------------- | ----------------------------- | ----------------------------- | ----------------------------- | ----------------------------- | ----------------------------- | ----------------------------- | ----------------------------- | ----------------------------- | ----------------------------- | ----------------------------- | ----------------------------- | ----------------------------- |
| Trung bình ngày tối đa °C (°F)           | 6.0 (42.8)                    | 8.4 (47.1)                    | 13.4 (56.1)                   | 20.0 (68.0)                   | 24.6 (76.3)                   | 27.5 (81.5)                   | 29.5 (85.1)                   | 30.3 (86.5)                   | 26.6 (79.9)                   | 21.9 (71.4)                   | 14.9 (58.8)                   | 8.7 (47.7)                    | 19.3 (66.7)                   |
| Trung bình ngày °C (°F)                  | 0.1 (32.2)                    | 2.0 (35.6)                    | 6.6 (43.9)                    | 12.7 (54.9)                   | 17.5 (63.5)                   | 21.4 (70.5)                   | 24.6 (76.3)                   | 25.0 (77.0)                   | 20.2 (68.4)                   | 14.0 (57.2)                   | 7.6 (45.7)                    | 2.1 (35.8)                    | 12.8 (55.0)                   |
| Tối thiểu trung bình ngày °C (°F)        | −4.7 (23.5)                   | −3.4 (25.9)                   | 0.6 (33.1)                    | 5.9 (42.6)                    | 11.0 (51.8)                   | 16.4 (61.5)                   | 20.9 (69.6)                   | 21.2 (70.2)                   | 15.7 (60.3)                   | 8.2 (46.8)                    | 1.9 (35.4)                    | −3.1 (26.4)                   | 7.6 (45.7)                    |
| Lượng Giáng thủy trung bình mm (inches)  | 28.4 (1.12)                   | 43.9 (1.73)                   | 68.5 (2.70)                   | 97.5 (3.84)                   | 104.3 (4.11)                  | 193.9 (7.63)                  | 324.8 (12.79)                 | 366.9 (14.44)                 | 222.3 (8.75)                  | 48.3 (1.90)                   | 38.5 (1.52)                   | 19.3 (0.76)                   | 1.556,6 (61.28)               |
| Số ngày giáng thủy trung bình (≥ 0.1 mm) | 4.9                           | 5.5                           | 7.3                           | 8.3                           | 8.7                           | 9.5                           | 14.1                          | 13.4                          | 8.7                           | 4.7                           | 5.3                           | 4.0                           | 94.4                          |
| Độ ẩm tương đối trung bình (%)           | 58.5                          | 58.7                          | 59.0                          | 58.7                          | 64.1                          | 71.3                          | 78.4                          | 78.1                          | 76.1                          | 70.0                          | 65.3                          | 60.9                          | 66.6                          |
| Số giờ nắng trung bình tháng             | 172.9                         | 178.3                         | 207.6                         | 224.2                         | 231.6                         | 189.8                         | 171.3                         | 176.4                         | 169.0                         | 197.2                         | 163.5                         | 161.1                         | 2.244,4                       |
| Nguồn:                                   |                               |                               |                               |                               |                               |                               |                               |                               |                               |                               |                               |                               |                               |

## Đơn vị kết nghĩa
- Seocho-gu, Hàn Quốc